# Leichtathletik-Weltmeisterschaften 2022/400 m Hürden der Männer

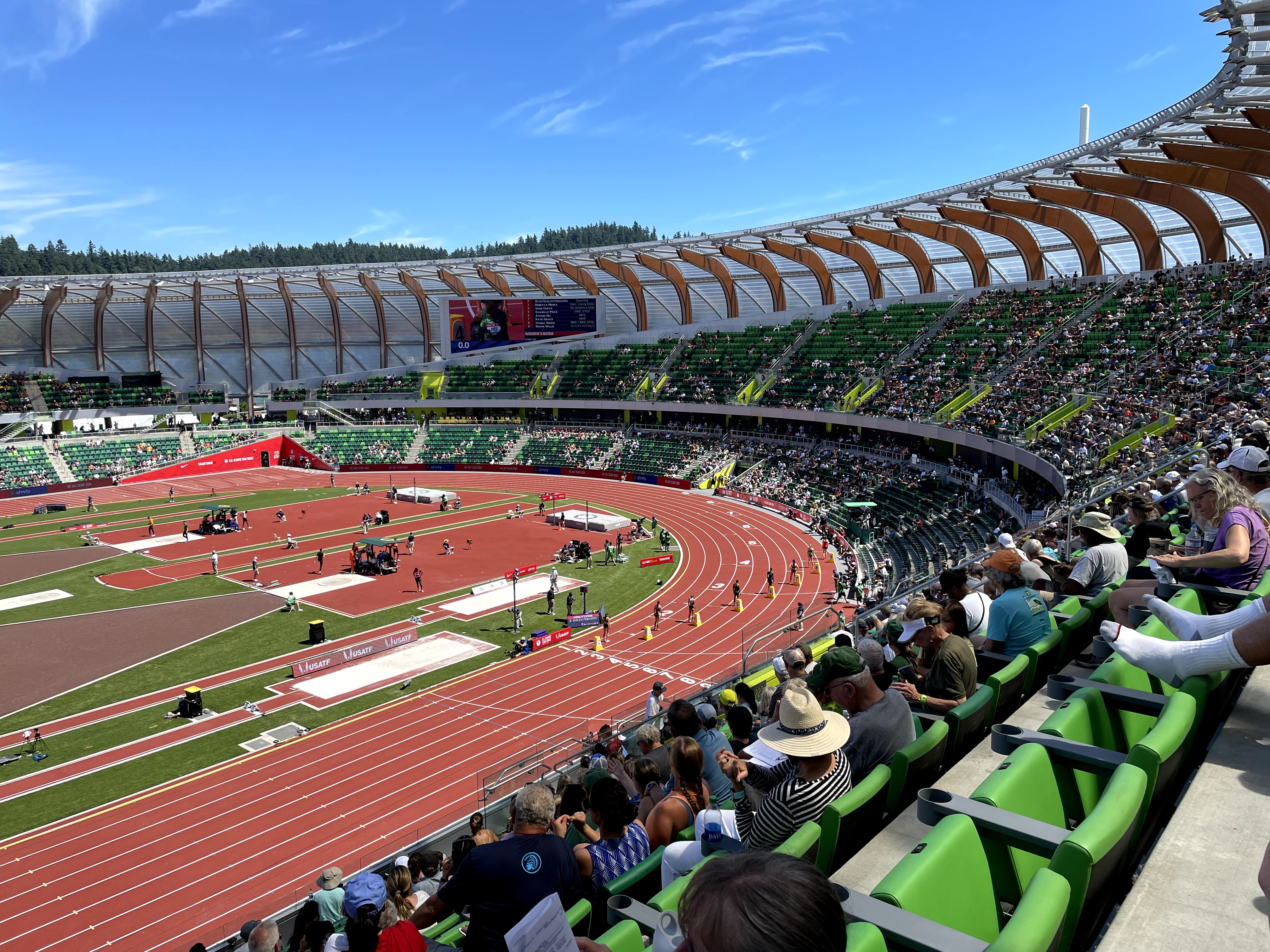
Das Stadion New Hayward Field im Jahr 2021

Der 400-Meter-Hürdenlauf der Männer bei den Leichtathletik-Weltmeisterschaften 2022 wurde vom 16. bis 19. Juli 2022 im Hayward Field der Stadt Eugene in den Vereinigten Staaten ausgetragen.
Mit Silber und Bronze errang das US-amerikanische Team zwei Medaillen. Weltmeister wurde der aktuelle Olympiadritte Alison dos Santos aus Brasilien. Er gewann vor dem aktuellen Olympiazweiten Rai Benjamin. Bronze ging an Trevor Bassitt.

## Rekorde

### Bestehende Rekorde
| Weltrekord               | Karsten Warholm | 45,94 s | OS Tokio, Japan           | 3. August 2021  |
| Weltmeisterschaftsrekord | Kevin Young     | 47,18 s | WM Stuttgart, Deutschland | 19. August 1993 |

### Rekordverbesserungen
Der brasilianische Weltmeister Alison dos Santos verbesserte den bestehenden WM-Rekord mit seiner Siegerzeit von 46,29 s im Finale am 19. Juli um 89 Hundertstelsekunden. Zum Weltrekord fehlten ihm 35 Hundertstelsekunden.
Gleichzeitig stellte Alison dos Santos damit einen neuen Kontinentalrekord für Südamerika auf.

## Vorrunde
16. Juli 2022
Die Vorrunde wurde in fünf Läufen durchgeführt. Die ersten vier Wettbewerber pro Lauf – hellblau unterlegt – sowie die darüber hinaus vier zeitschnellsten Teilnehmer – hellgrün unterlegt – qualifizierten sich für das Halbfinale.

### Vorlauf 1

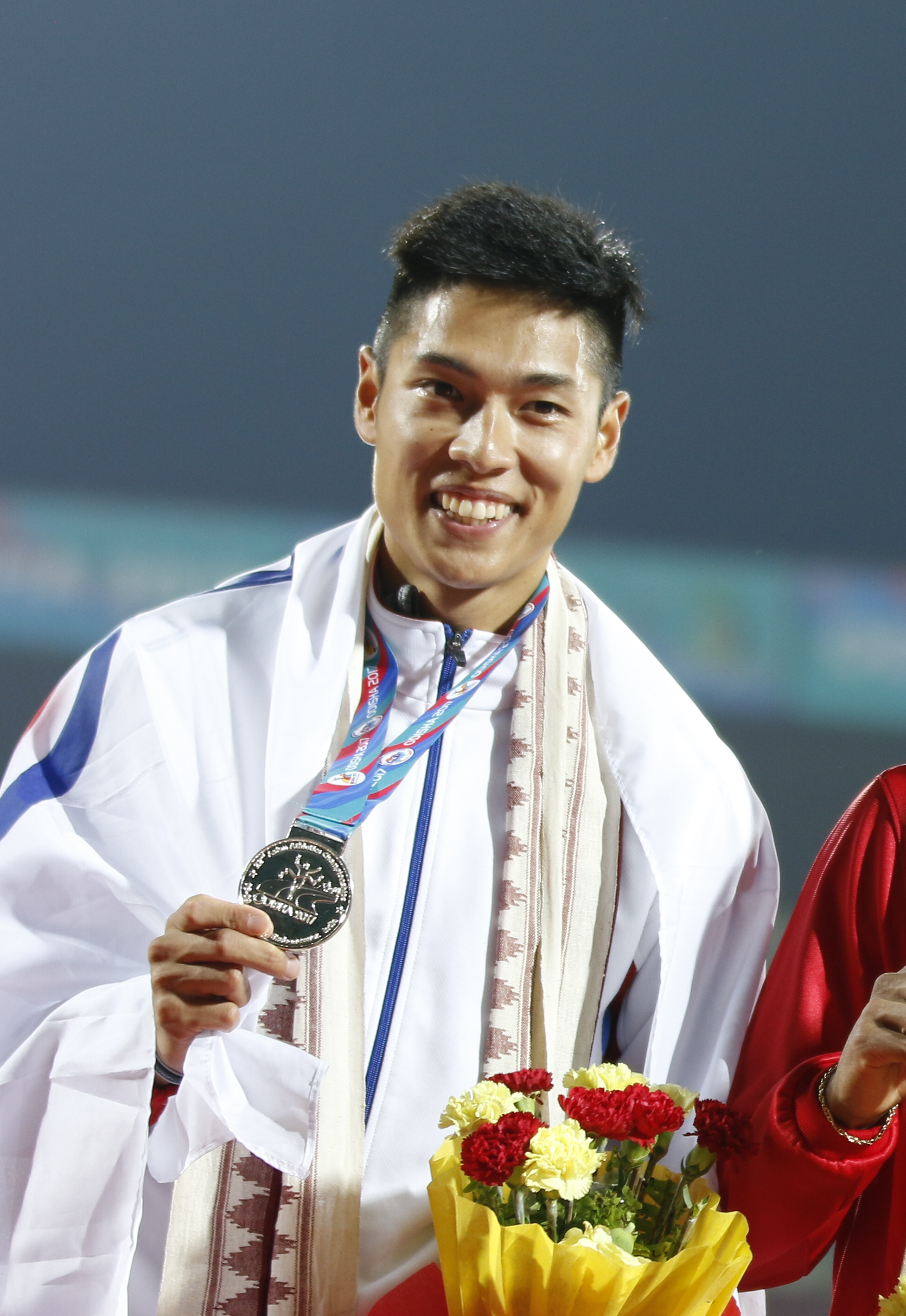
Chen Chieh – ausgeschieden als Fünfter des ersten Vorlaufs

16. Juli 2022, 13:20 Uhr Ortszeit (22:20 Uhr MESZ)
| Platz | Name                | Nation            | Zeit (s) |
| ----- | ------------------- | ----------------- | -------- |
| 1     | Rai Benjamin        | USA               | 49,06    |
| 2     | Abdelmalik Lahoulou | Algerien          | 49,58    |
| 3     | Ezekiel Nathaniel   | Nigeria           | 49,64    |
| 4     | Kazuki Kurokawa     | Japan             | 50,02    |
| 5     | Chen Chieh          | Chinesisch Taipeh | 50,28    |
| 6     | Chris McAlister     | Großbritannien    | 51,55    |
| DNF   | Jordin Andrade      | Kap Verde         |          |
| DNS   | Dany Brand          | Schweiz           |          |

### Vorlauf 2
16. Juli 2022, 13:31 Uhr Ortszeit (22:31 Uhr MESZ)
| Platz | Name                   | Nation      | Zeit (s) |
| ----- | ---------------------- | ----------- | -------- |
| 1     | Alison dos Santos      | Brasilien   | 49,41    |
| 2     | Kemar Mowatt           | Jamaika     | 49,44    |
| 3     | Wilfried Happio        | Frankreich  | 49,60    |
| 4     | Nick Smidt             | Niederlande | 49,80    |
| 5     | Sokwakhana Zazini      | Südafrika   | 50,09    |
| 6     | Takayuki Kishimoto     | Japan       | 50,66    |
| 7     | Jabir Madari Pillyalil | Indien      | 50,76    |

### Vorlauf 3

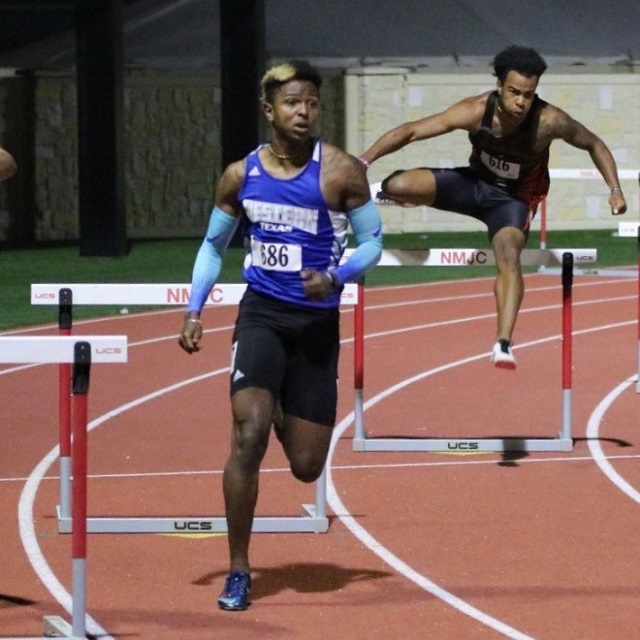
Ned Azemia (blaues Trikot) – ausgeschieden als Sechster des dritten Vorlaufs
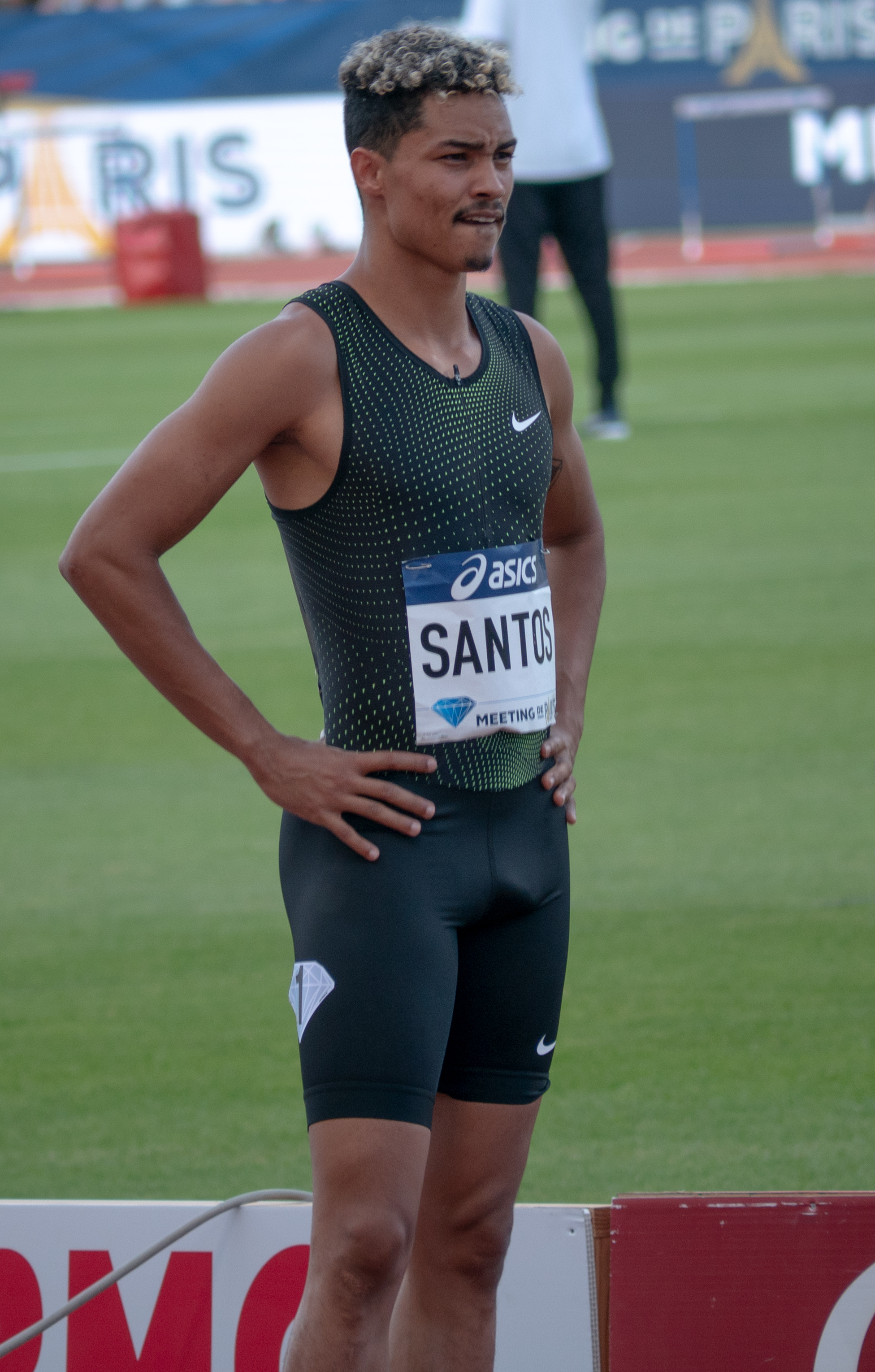
Juander Santos – ausgeschieden als Siebter des dritten Vorlaufs

16. Juli 2022, 13:38 Uhr Ortszeit (22:38 Uhr MESZ)
| Platz | Name            | Nation                  | Zeit (s) |
| ----- | --------------- | ----------------------- | -------- |
| 1     | Karsten Warholm | Norwegen                | 49,34    |
| 2     | Julien Watrin   | Belgien                 | 49,83    |
| 3     | Jaheel Hyde     | Jamaika                 | 50,03    |
| 4     | Moitalel Mpoke  | Kenia                   | 50,19    |
| 5     | Julien Bonvin   | Schweiz                 | 50,40    |
| 6     | Ned Azemia      | Seychellen              | 53,07    |
| 7     | Juander Santos  | Dominikanische Republik | 58,80    |

### Vorlauf 4
16. Juli 2022, 13:46 Uhr Ortszeit (22:46 Uhr MESZ)
| Platz | Name              | Nation         | Zeit (s) |
| ----- | ----------------- | -------------- | -------- |
| 1     | Rasmus Mägi       | Estland        | 48,78    |
| 2     | Thomas Barr       | Irland         | 49,15    |
| 3     | Gerald Drummond   | Costa Rica     | 49,16    |
| 4     | Trevor Bassitt    | USA            | 49,17    |
| 5     | Alastair Chalmers | Großbritannien | 49,37    |
| 6     | Shawn Rowe        | Jamaika        | 49,51    |
| 7     | Yasmani Copello   | Türkei         | 49,83    |
| 8     | Mahau Suguimati   | Brasilien      | 52,43    |

### Vorlauf 5

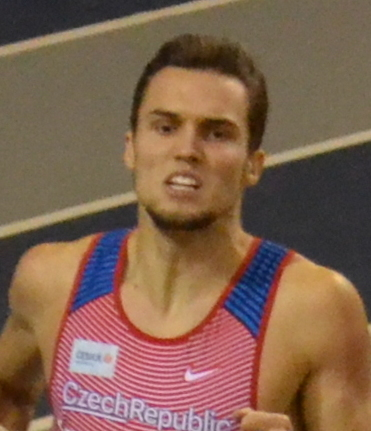
Vít Müller – ausgeschieden als Siebter des fünften Vorlaufs

16. Juli 2022, 13:53 Uhr Ortszeit (22:53 Uhr MESZ)
| Platz | Name                | Nation                   | Zeit (s) |
| ----- | ------------------- | ------------------------ | -------- |
| 1     | Khallifah Rosser    | USA                      | 48,62    |
| 2     | Ramsey Angela       | Niederlande              | 49,62    |
| 3     | Carl Bengtström     | Schweden                 | 49,64    |
| 4     | Kyron McMaster      | Britische Jungferninseln | 49,98    |
| 5     | Mario Lambrughi     | Italien                  | 50,18    |
| 6     | Pablo Andrés Ibáñez | El Salvador              | 50,18    |
| 7     | Vít Müller          | Tschechien               | 50,71    |

## Halbfinale
17. Juli 2022
Aus den drei Halbfinalläufen qualifizierten sich die jeweils ersten beiden Athleten – hellblau unterlegt – sowie die darüber hinaus zwei zeitschnellsten Läufer – hellgrün unterlegt – für das Finale.

### Halbfinallauf 1
17. Juli 2022, 18:03 Uhr Ortszeit (18. Juli 2022, 3:03 Uhr MESZ)
| Platz | Name              | Nation                   | Zeit (s) |
| ----- | ----------------- | ------------------------ | -------- |
| 1     | Rai Benjamin      | USA                      | 48,44    |
| 2     | Jaheel Hyde       | Jamaika                  | 49,09    |
| 3     | Julien Watrin     | Belgien                  | 49,52    |
| 4     | Ramsey Angela     | Niederlande              | 49,77    |
| 5     | Thomas Barr       | Irland                   | 50,08    |
| 6     | Alastair Chalmers | Großbritannien           | 50,54    |
| 7     | Yasmani Copello   | Türkei                   | 51,49    |
| DNS   | Kyron McMaster    | Britische Jungferninseln |          |

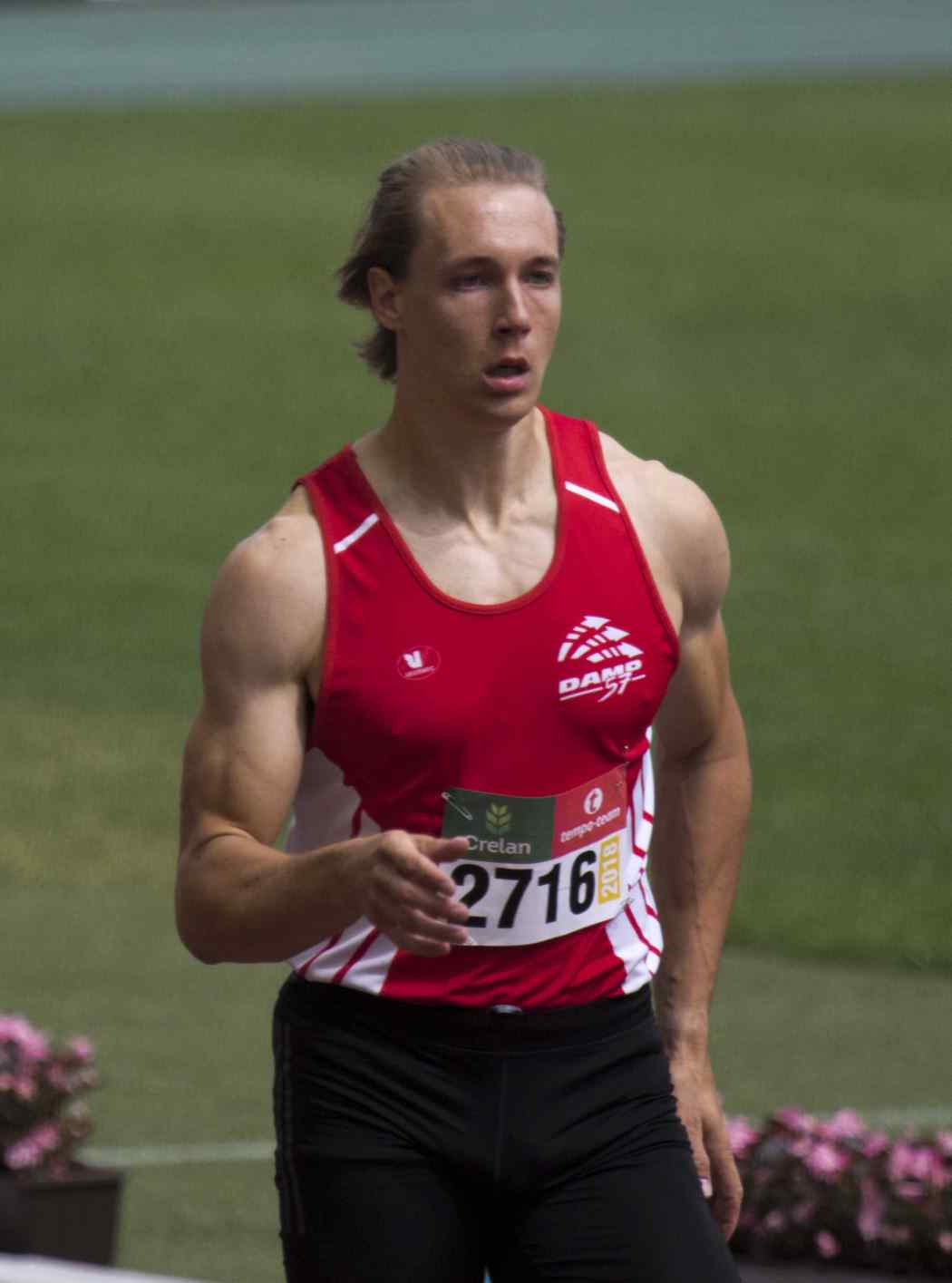
Julien Watrin – ausgeschieden als Dritter des ersten Halbfinals

Weitere im ersten Halbfinale ausgeschiedene Hürdenläufer:

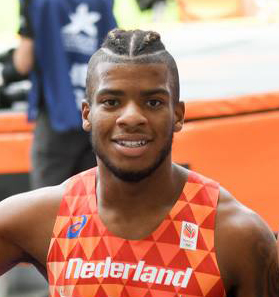
Ramsey Angela – Rang vier
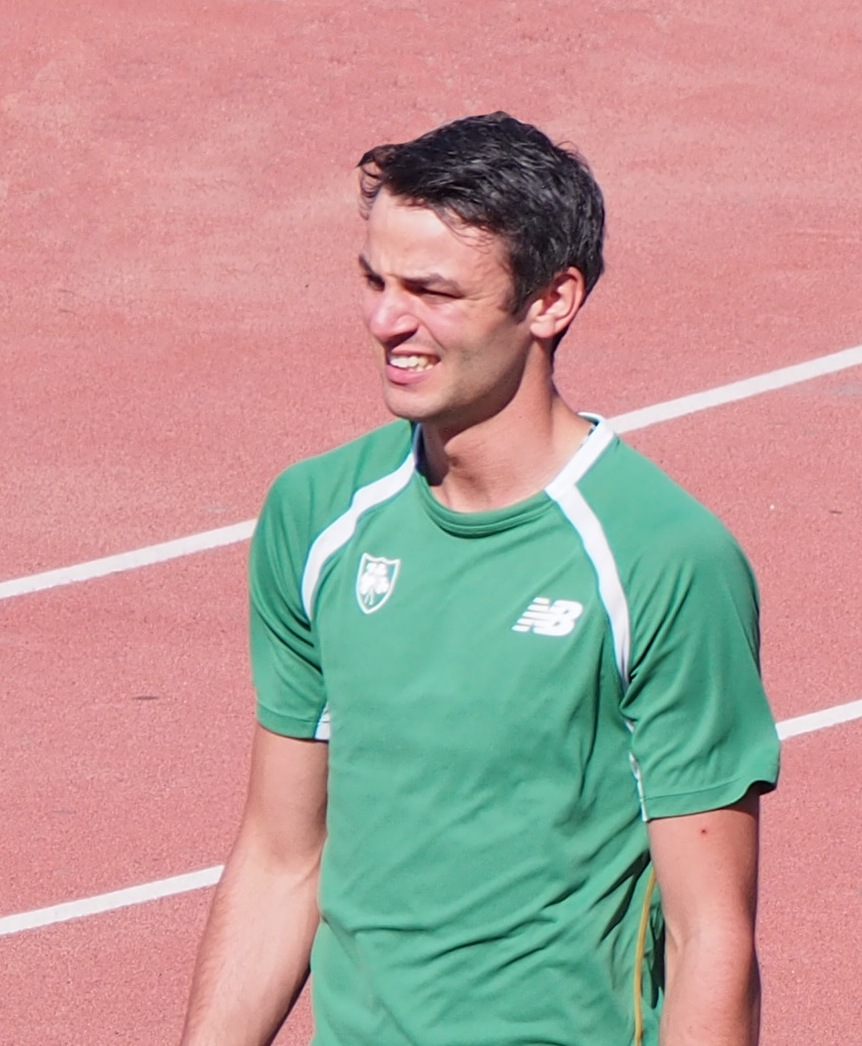
Thomas Barr – Rang fünf
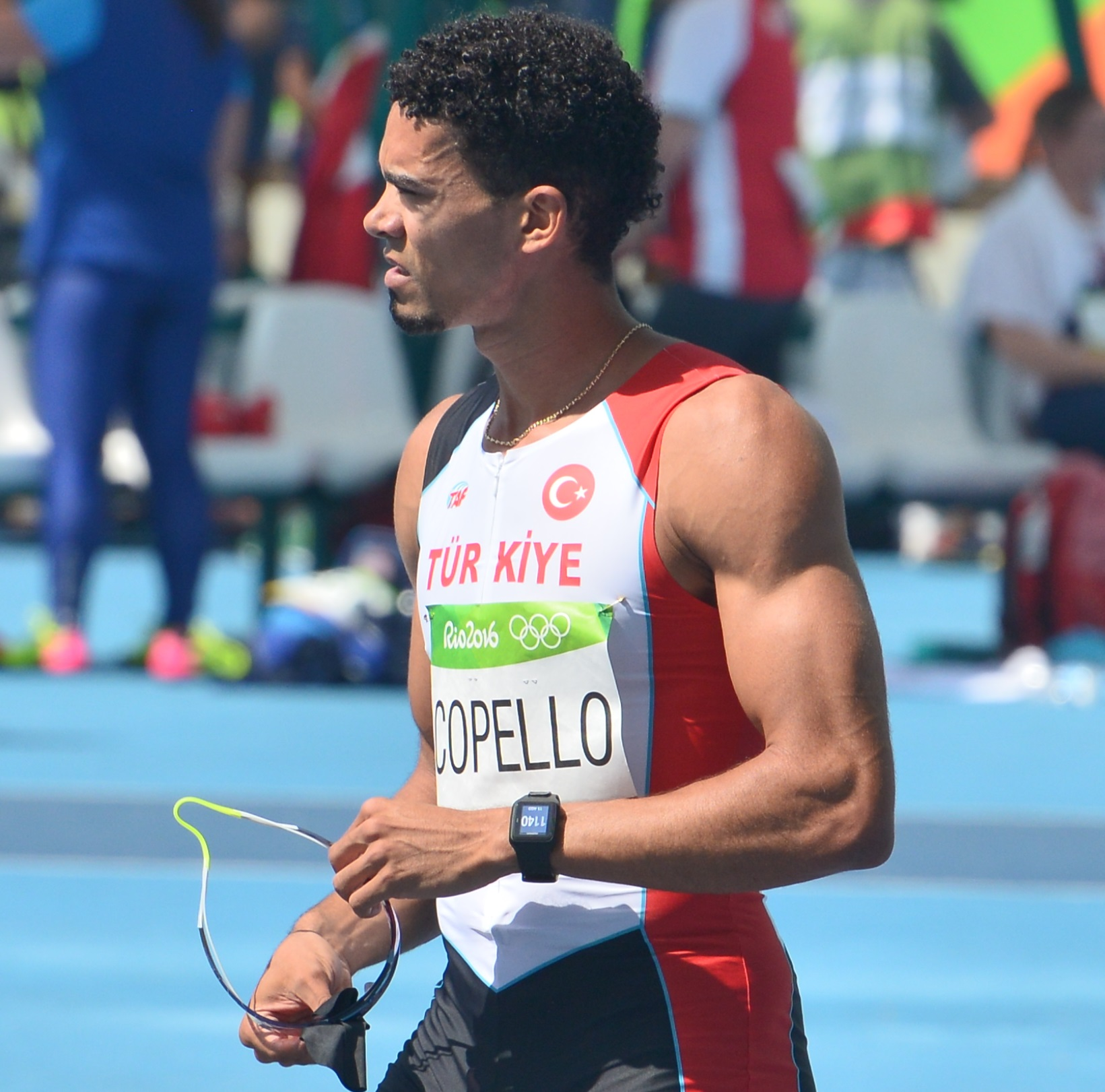
Yasmani Copello – Rang sieben
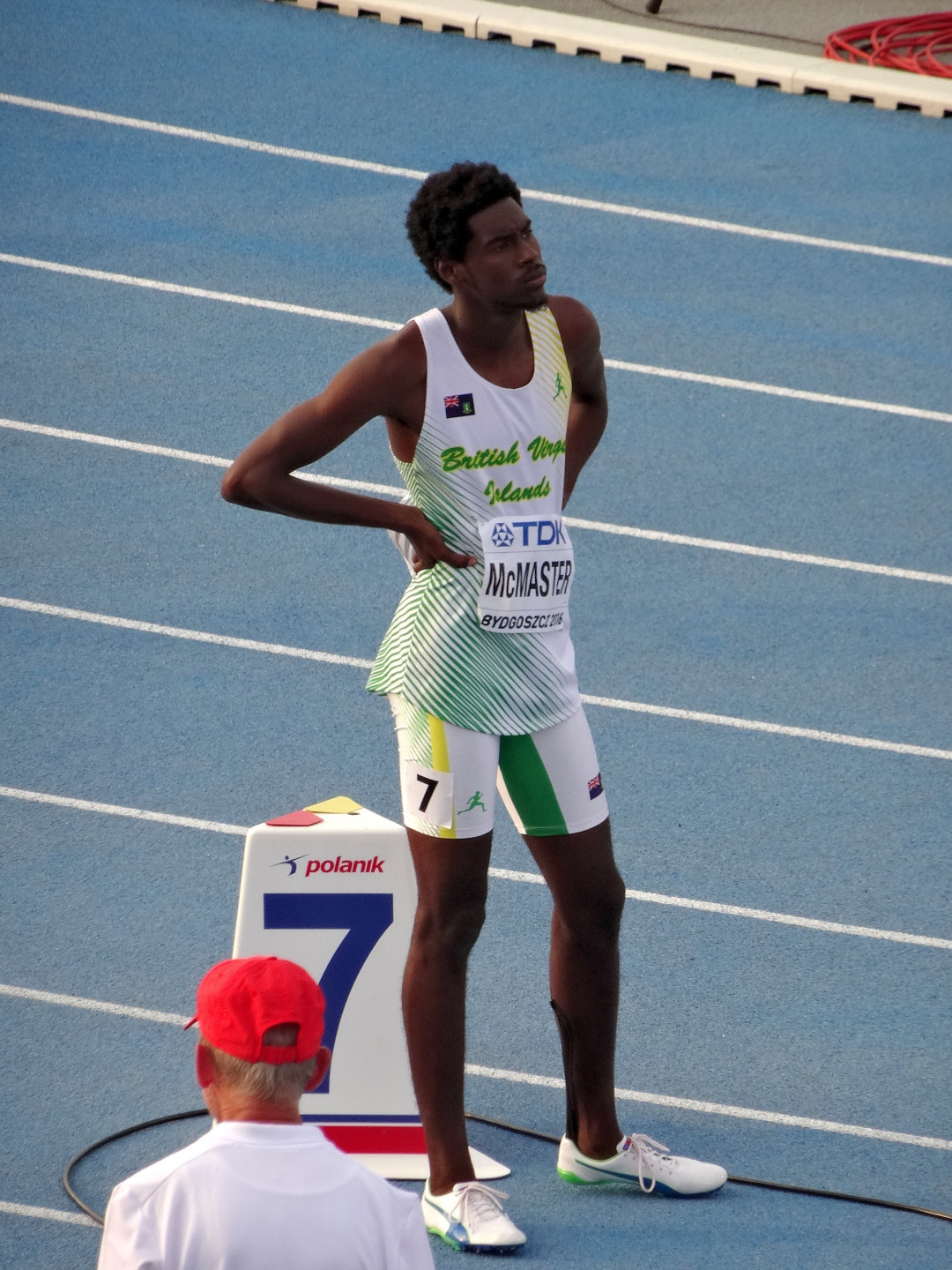
Kyron McMaster – nicht angetreten

### Halbfinallauf 2

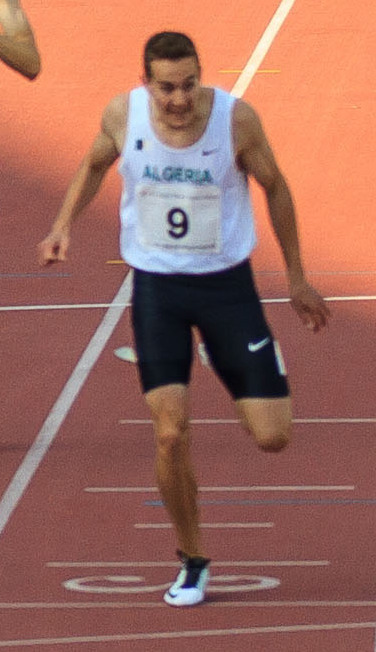
Abdelmalik Lahoulou – ausgeschieden als Fünfter des zweiten Halbfinals
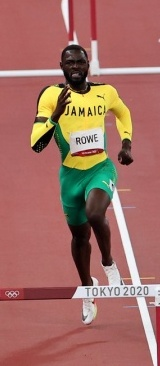
Shawn Rowe – ausgeschieden als Achter des zweiten Halbfinals

17. Juli 2022, 18:12 Uhr Ortszeit (18. Juli 2022, 3:12 Uhr MESZ)
| Platz | Name                | Nation     | Zeit (s) |
| ----- | ------------------- | ---------- | -------- |
| 1     | Alison dos Santos   | Brasilien  | 47,85    |
| 2     | Trevor Bassitt      | USA        | 48,17    |
| 3     | Rasmus Mägi         | Estland    | 48,40    |
| 4     | Carl Bengtström     | Schweden   | 48,75    |
| 5     | Abdelmalik Lahoulou | Algerien   | 48,90    |
| 6     | Moitalel Mpoke      | Kenia      | 49,34    |
| 7     | Gerald Drummond     | Costa Rica | 49,37    |
| 8     | Shawn Rowe          | Jamaika    | 49,80    |

### Halbfinallauf 3

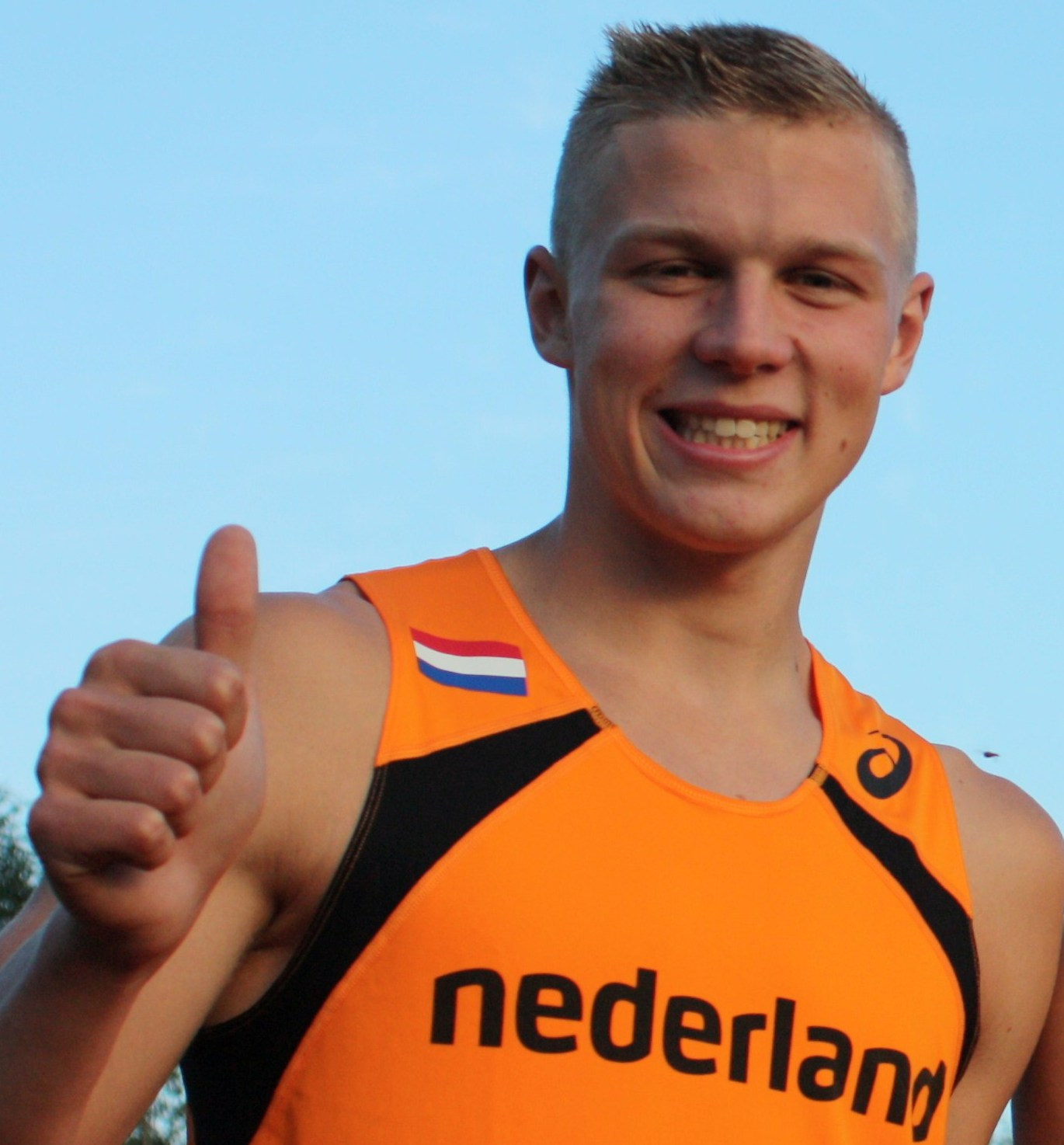
Nick Smidt – ausgeschieden als Fünfter des dritten Halbfinals
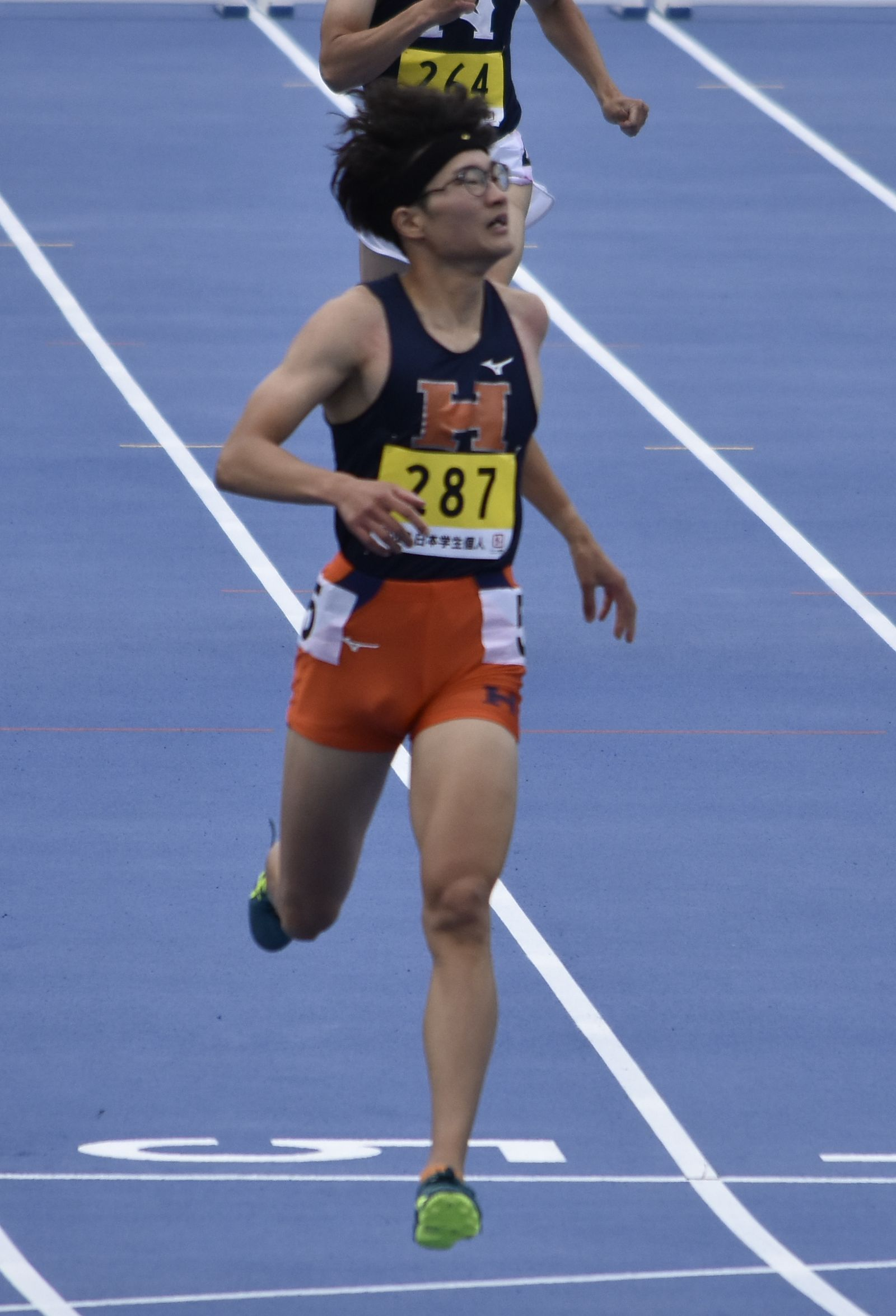
Kazuki Kurokawa – ausgeschieden als Sechster des dritten Halbfinals

17. Juli 2022, 18:21 Uhr Ortszeit (18. Juli 2022, 3:21 Uhr MESZ)
| Platz | Name              | Nation      | Zeit (s) |
| ----- | ----------------- | ----------- | -------- |
| 1     | Karsten Warholm   | Norwegen    | 48,00    |
| 2     | Wilfried Happio   | Frankreich  | 48,14    |
| 3     | Khallifah Rosser  | USA         | 48,34    |
| 4     | Kemar Mowatt      | Jamaika     | 48,59    |
| 5     | Nick Smidt        | Niederlande | 49,56    |
| 6     | Kazuki Kurokawa   | Japan       | 49,69    |
| 7     | Sokwakhana Zazini | Südafrika   | 50,22    |
| 8     | Ezekiel Nathaniel | Nigeria     | 54,18    |

## Finale

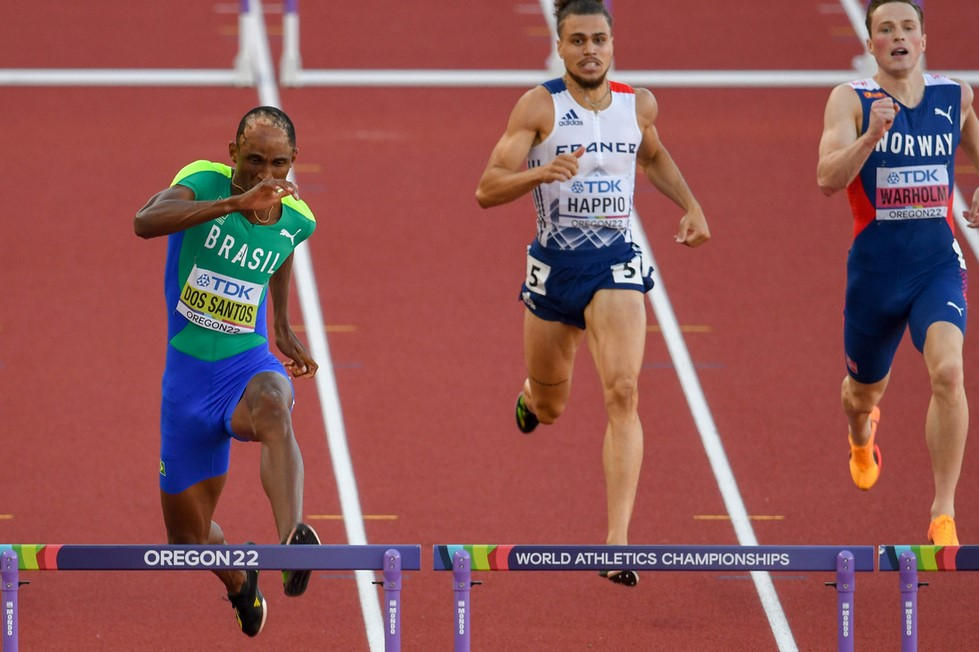
Finale (v. l. n. r.): Alison dos Santos, Wilfried Happio, Karsten Warholm

19. Juli 2022, 19:50 Uhr Ortszeit (20. Juli 2022, 4:50 Uhr MESZ)
| Platz | Name              | Nation     | Zeit (s)    |
| ----- | ----------------- | ---------- | ----------- |
| 1     | Alison dos Santos | Brasilien  | 46,29 CR/SR |
| 2     | Rai Benjamin      | USA        | 46,89       |
| 3     | Trevor Bassitt    | USA        | 47,39       |
| 4     | Wilfried Happio   | Frankreich | 47,41       |
| 5     | Khallifah Rosser  | USA        | 47,88       |
| 6     | Jaheel Hyde       | Jamaika    | 48,03       |
| 7     | Karsten Warholm   | Norwegen   | 48,42       |
| 8     | Rasmus Mägi       | Estland    | 48,92       |

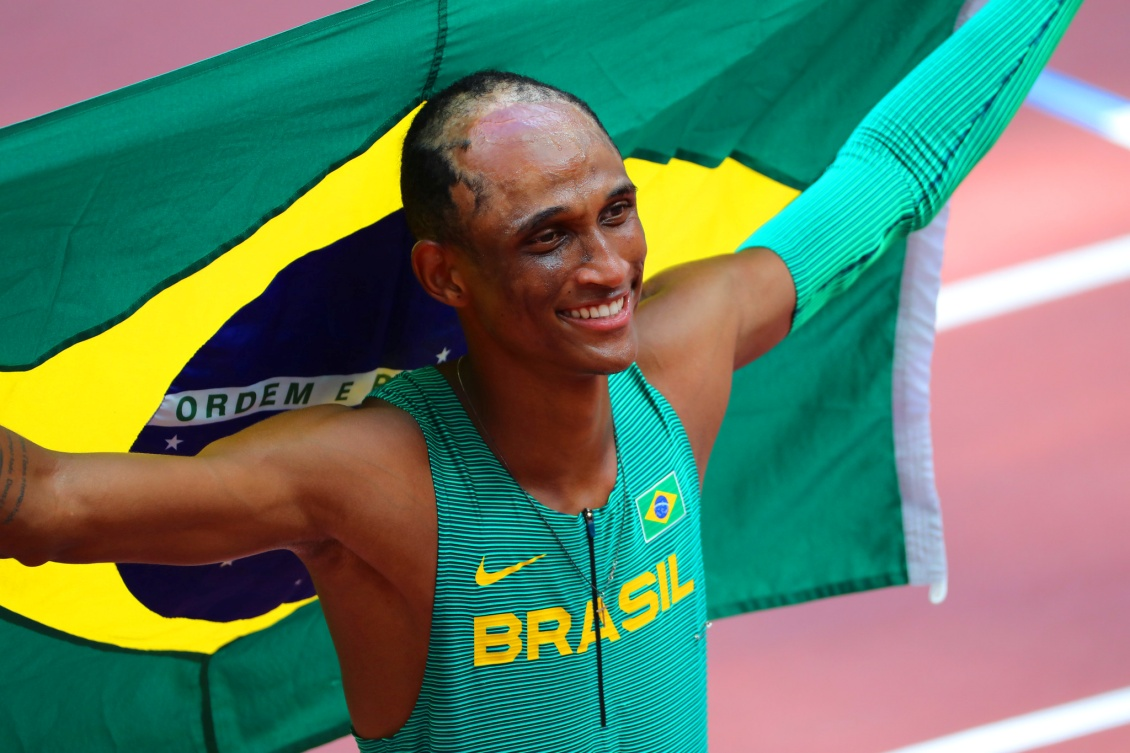
Alison dos Santos – Weltmeister mit Meisterschaftsrekord
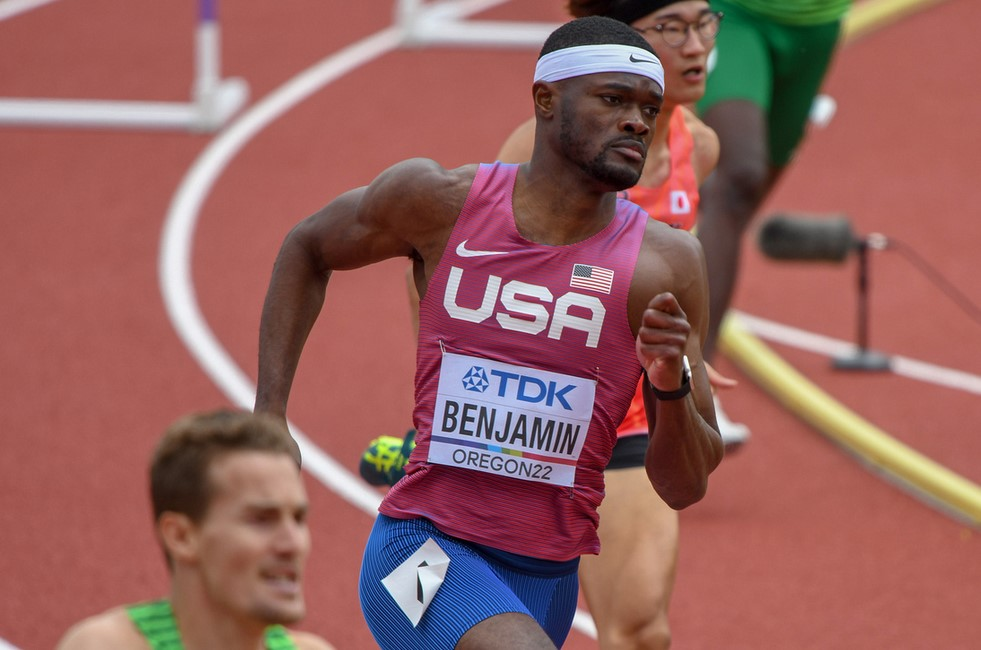
Nach olympischem Silber 2021 gab es für Rai Benjamin hier ebenfalls Silber

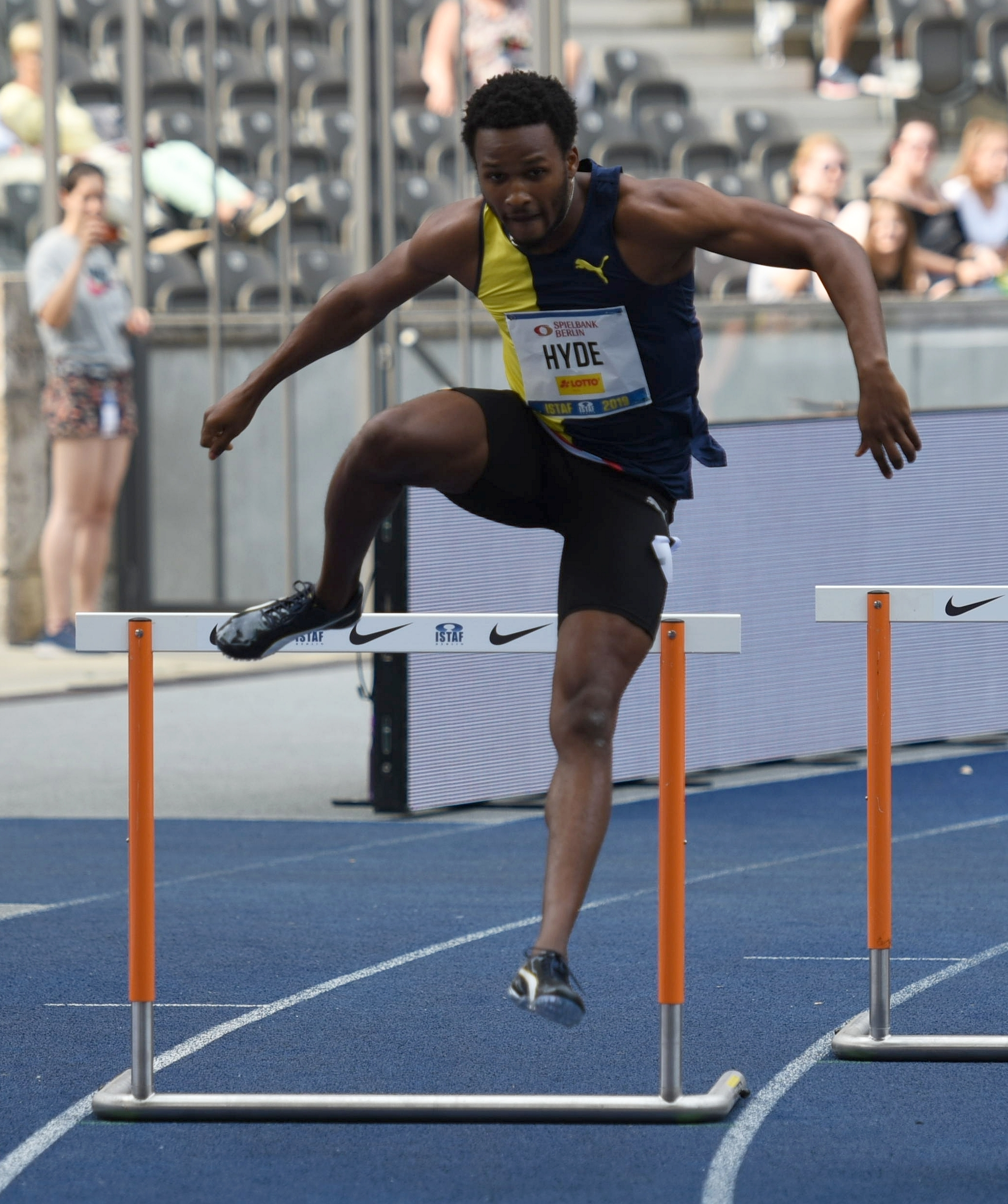
Jaheel Hyde erreichte Platz sechs
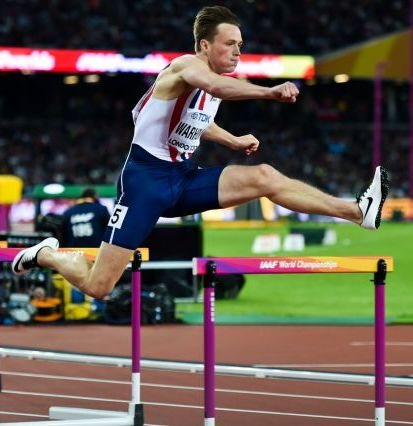
Der in den letzten Jahren dominierende Karsten Warholm hatte nicht mehr die ganz große Form und wurde Siebter
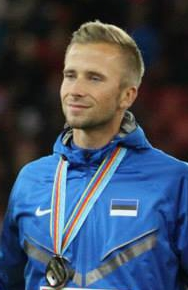
Rang acht für Rasmus Mägi

## Video
- Karsten Warholm VS. Rai Benjamin & Alison Dos Santos, youtube.com, abgerufen am 8. August 2022